# Emilce Cuda

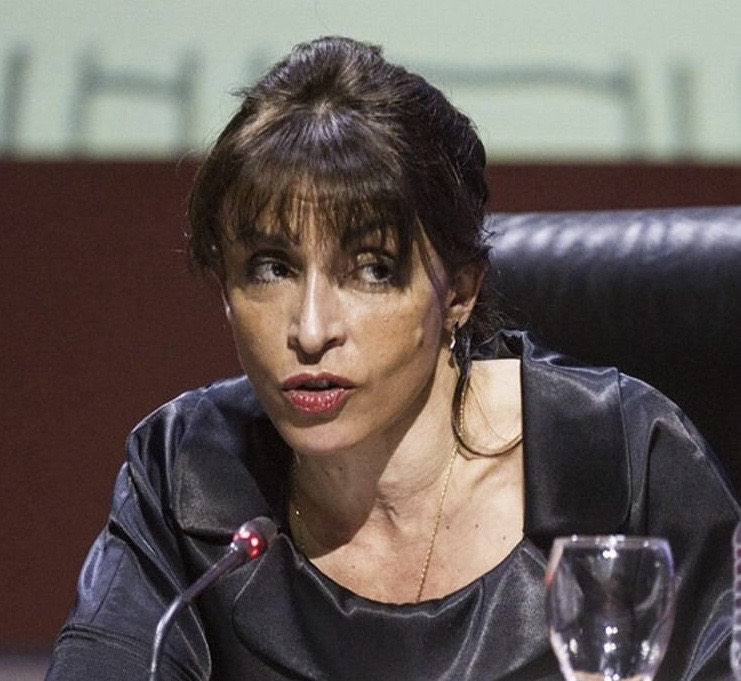
Emilce Cuda (2015)

Emilce Cuda (* 26. Dezember 1965 in Buenos Aires, Argentinien) ist eine argentinische Theologin, Wirtschafts- und Politikwissenschaftlerin, Hochschullehrerin sowie Kurienbeamtin des Heiligen Stuhls.

## Leben
Emilce Cuda absolvierte nach einem Bachelor- (1990) und Masterstudium (2005) ein Doktoratsstudium in Moraltheologie (2010) an der Päpstlichen Katholischen Universität von Argentinien in Buenos Aires. An der Universidad de Buenos Aires studierte sie Philosophie und an der Universidad de Ciencias Empresariales y Sociales in Buenos Aires erwarb sie einen Master of Business Administration (MBA) (2001). Sie studierte zudem Politikwissenschaften an der Northwestern University in Chicago (USA).
Sie war Professorin für Theologie an der Päpstlichen Katholischen Universität von Argentinien, der St. Thomas University (USA) und der Loyola University Chicago (USA). Sie war Gastprofessorin am Boston College (2016), an der Northwestern University (2011) und an der DePaul University (2019) in den USA. In Argentinien war sie zudem Professorin an der Universidad Nacional Arturo Jauretche (UNAJ) und an der Universidad de Buenos Aires.
Papst Franziskus berief sie im Frühjahr 2021 in die Römische Kurie als Büroleiterin der Päpstlichen Kommission für Lateinamerika mit Sitz im Vatikan, 2021 als Sekretärin der Kommission.
Sie koordiniert die CLACSO-Arbeitsgruppe über die Zukunft der Arbeit und die Pflege des gemeinsamen Hauses sowie den Lateinamerikanischen Bischofsrat (CELAM) und arbeitet zusammen mit dem Dikasterium für die ganzheitliche Entwicklung des Menschen des Heiligen Stuhls sowie der Internationalen Katholischen Migrationskommission (ICMC) in Genf und darüber hinaus mit der argentinischen Bischofskonferenz und Gewerkschaften und Volksbewegungen in Lateinamerika.
Papst Franziskus berief sie am 13. April 2022 zum Mitglied der Päpstlichen Akademie der Sozialwissenschaften und am 19. Mai desselben Jahres zum Mitglied der Päpstlichen Akademie für das Leben.
Emilce Cuda ist verheiratet und hat zwei Kinder.

## Schriften
- Democracia y Catolicismo en Estados Unidos: 1792-1945, 2010, ISBN 978-987-640-117-3
- Democracia en el Magisterio Pontificio, 2014, ISBN 978-987-640-313-9
- Para leer a Francisco. Teología, Ética y Política, 2016, ISBN 978-987-500-218-0
- Nuevos estilos sindicales en América Latina y el Caribe, 2016, ISBN 978-987-722-227-2
- Hacia una ética de la participación y la esperanza, 2017, ISBN 978-958-781-056-1
- Reading Francis – Theology, Ethics, and Politics, Ediciones Manantial, Buenos Aires, 2017 (in Italien erschienen bei Bollati Boringhieri, 2018)